# Diocesi di Elvas

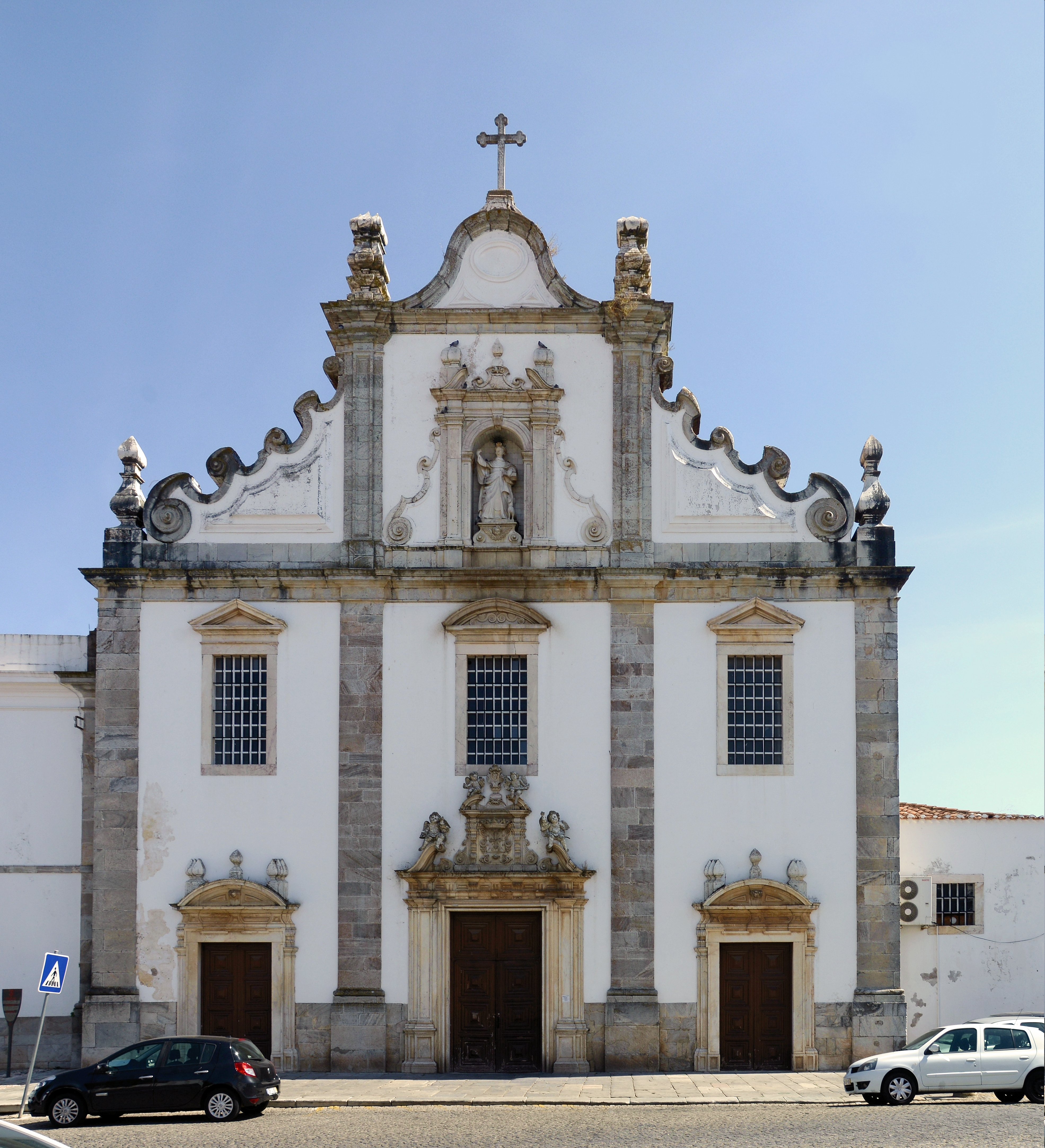
La chiesa di San Domenico di Elvas.

La diocesi di Elvas (in latino Dioecesis Elvensis) è una diocesi soppressa e sede titolare della Chiesa cattolica.

## Territorio
La diocesi comprendeva le freguesias di Juromenha, Landroal, Veiros, Monforte, Barbacena, Vila Fernando, Vila Boim, Fronteira, Cabeço de Vide, Alter Pedroso, Alter do Chão, Seda, Olivenza, Campo Maior e Ouguela.
La diocesi era limitata a nord dalla diocesi di Portalegre, ad ovest e a sud dall'arcidiocesi di Évora e ad est dalla Spagna.
Sede vescovile era la città di Elvas, dove fungeva da cattedrale la chiesa di Nostra Signora dell'Assunzione.

## Storia
L'idea di creare una diocesi a Elvas risale all'epoca del primo episcopato del cardinale Enrico sulla sede di Évora (1540-1564), che sollecitò la divisione della sua vasta arcidiocesi, anteponendo gli interessi spirituali dei fedeli al prestigio e ai vantaggi economici che potevano derivare da una sede così importante ed estesa. Ma questo primo tentativo non andò in porto per l'opposizione del capitolo della cattedrale.
Il progetto fu ripreso quando salì al trono il re Sebastiano I, il quale sollecitò direttamente la Santa Sede sulla questione di dividere per motivi pastorali l'estesa arcidiocesi di Évora e contestualmente di unire alla nuova diocesi quei territori del Portogallo meridionale che, fin dal 1444, appartenevano ecclesiasticamente alla diocesi di Ceuta, sede ritenuta tuttavia troppo lontana per una adeguata cura pastorale del territorio affidatole.
La diocesi di Elvas fu eretta il 9 giugno 1570 con la bolla Super cunctas di papa Pio V, ricavandone il territorio dalla diocesi di Ceuta e dall'arcidiocesi di Évora, di cui divenne suffraganea. Lo stesso giorno fu nominato anche il primo vescovo, António Mendes de Carvalho, che si affrettò ad applicare le direttive della Super cunctas per l'organizzazione materiale e spirituale della nuova diocesi.
Il seminario diocesano fu fondato durante l'episcopato di António Pereira da Silva (1701-1704), anche se il vero organizzatore e il secondo fondatore di questa istituzione fu il vescovo João de Sousa de Castelo-Branco (1716-1728).
Nel corso dell'Ottocento la diocesi, economicamente tra le più povere del Paese, subì l'invasione e le devastazione dell'esercito rivoluzionario francese, e poi la politica liberale e anticlericale dei diversi governi portoghesi. L'ultimo vescovo di Elvas, Ângelo de Nossa Senhora da Boa-Morte, fu riconosciuto dal governo solo nove anni dopo la nomina pontificia; alla sua morte (1852) non fu più possibile nominare alcun vescovo e la diocesi rimase vacante fino alla sua soppressione; in questo periodo la cura pastorale fu affidati a dei vicari capitolari.
Il 30 settembre 1881, in forza della bolla Gravissimum Christi di papa Leone XIII, la diocesi fu soppressa e il suo territorio venne incorporato nell'arcidiocesi di Évora.
Dal 1969 Elvas è annoverata tra le sedi vescovili titolari della Chiesa cattolica; dal 10 aprile 2019 il vescovo titolare è Darley José Kummer, vescovo ausiliare di Porto Alegre.

## Cronotassi dei vescovi
- António Mendes de Carvalho † (9 giugno 1570 - 9 gennaio 1591 deceduto)
- António Matos de Noronha † (20 novembre 1591 - 16 novembre 1610 deceduto)
- Rui Pires da Veiga † (22 ottobre 1612 - 7 marzo 1616 deceduto)
- Lourenço de Távora, O.F.M.Cap. † (18 settembre 1617 - 1625 dimesso)
- Sebastião de Matos de Noronha † (16 marzo 1626 - 9 giugno 1636 nominato arcivescovo di Braga)
- Manuel da Cunha † (14 giugno 1638 - 30 novembre 1658 deceduto)
  - Sede vacante (1658-1671)
- João de Melo † (1º luglio 1671 - 17 luglio 1673 nominato vescovo di Viseu)
- Alexandre da Silva Botelho † (18 dicembre 1673 - 3 febbraio 1681 deceduto)
- Valério de São Raimundo, O.P. † (11 gennaio 1683 - 29 luglio 1689 deceduto)
- Jerónimo Soares † (6 marzo 1690 - 30 agosto 1694 nominato vescovo di Viseu)
- Bento de Beja Noronha † (11 ottobre 1694 - 30 novembre 1700 deceduto)
- António Pereira da Silva † (8 agosto 1701 - 15 settembre 1704 nominato vescovo di Faro)
- Pedro de Lencastre † (25 gennaio 1706 - 27 settembre 1713 deceduto)
- Fernando de Faro † (7 maggio 1714 - 14 ottobre 1714 deceduto)
- João de Sousa de Castelo-Branco † (13 gennaio 1716 - 17 marzo 1728 deceduto)
  - Sede vacante (1728-1740)
  - Diego Col, C.O. † (19 dicembre 1740 - ? dimesso) (vescovo eletto)
- Pedro de Vilas-Boas e Sampaio † (26 novembre 1742 - 14 giugno 1743 deceduto)
- Baltazar de Faria Vilas-Boas † (29 luglio 1743 - 30 luglio 1757 deceduto)
- Lourenço de Lencastre † (28 maggio 1759 - 18 settembre 1780 nominato vescovo di Leiria)
- João Teixeira de Carvalho † (18 settembre 1780 - 22 aprile 1792 deceduto)
- Diego de Jesus Jardim, O.S.H. † (21 febbraio 1794 - 30 maggio 1796 deceduto)
- José da Costa e Torres † (27 luglio 1797 - 26 agosto 1806 nominato arcivescovo di Braga)
- José Joaquim da Cunha Azeredo Coutinho † (6 ottobre 1806 - 20 maggio 1820 dimesso)
- Joaquim de Meneses e Ataide, O.S.A. † (29 maggio 1820 - 5 novembre 1828 deceduto)
- Ângelo de Nossa Senhora da Boa-Morte † (17 dicembre 1832 - 27 luglio 1852 deceduto)
  - Sede vacante (1852-1881)

## Cronotassi dei vescovi titolari
- André Jacquemin † (10 dicembre 1969 - 10 dicembre 1970 dimesso)
- Raymond Joseph Louis Bouchex † (23 febbraio 1972 - 25 aprile 1978 nominato arcivescovo di Avignone)
- Armindo Lopes Coelho † (16 novembre 1978 - 15 ottobre 1982 nominato vescovo di Viana do Castelo)
- José Augusto Martins Fernandes Pedreira † (28 dicembre 1982 - 29 ottobre 1997 nominato vescovo di Viana do Castelo)
- Tomás Pedro Barbosa da Silva Nunes † (7 marzo 1998 - 1º settembre 2010 deceduto)
- Nuno Brás da Silva Martins (10 ottobre 2011 - 12 gennaio 2019 nominato vescovo di Funchal)
- Darley José Kummer, dal 10 aprile 2019